# Schlickerguss
Der Schlickerguss ist ein spezielles Gipsform-Gussverfahren zum Gießen von Grünkörpern, Rohlingen oder Gusskörpern, die zum Brand keramischer Erzeugnisse geeignet sind. Der Schlickerguss kommt beispielsweise in der traditionellen Porzellanherstellung zur Anwendung.

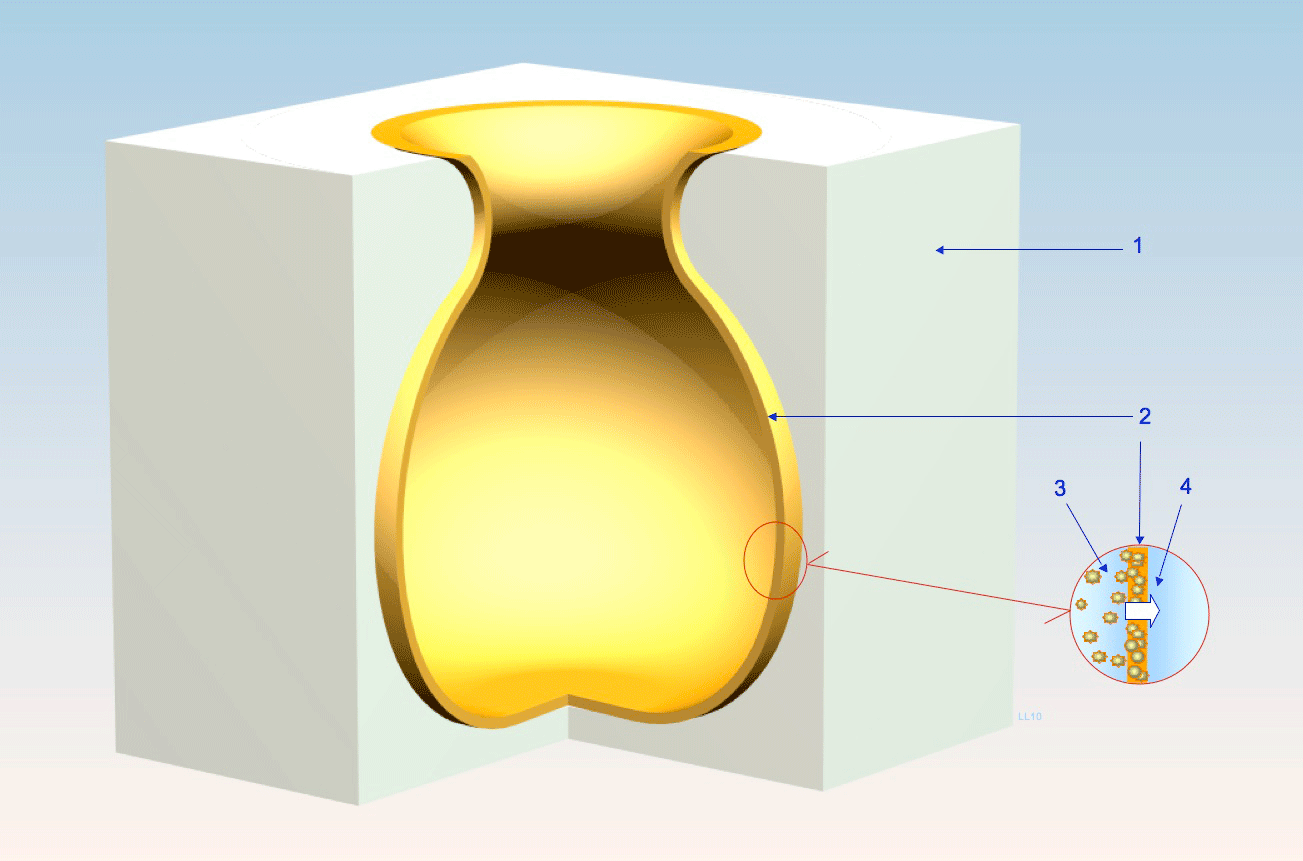
Funktionsprinzip Schlickergießen. 1 Gipsform. 2 Fester Schlicker. 3 Flüssiger Schlicker. 4 Wasser, das der Gips dem Schlicker entzieht.

## Gussverfahren
Der Schlicker, ein Mineral-Wassergemisch definierter Viskosität, wird in vorher sorgfältig getrocknete Gipsformen eingebracht. Der Gips entzieht dem Schlicker rasch Wasseranteile, wodurch sich die mineralischen Bestandteile an der Gipsform ablagern, verdichten und zunehmend verfestigen. Nach Erreichung eines bestimmten plastischen Festigkeits-Zustands werden die teilbaren Gipsformen vorsichtig entfernt. Der Schlickerguss kommt vor allem in der Porzellanindustrie zur Anwendung.

## Gipsformen
Gipsformen werden in der Regel in sogenannten Formengießereien nach einem Mutterstück hergestellt. Sie sind kernlos und können aus mehreren Einzelteilen mit verschiedenen Teilungsebenen bestehen.  Meist werden jedoch für symmetrische Stücke, beispielsweise für Vasen, zweiteilige Formen mit einer Teilungsebene verwendet. Je länger der Schlicker (auch Masse) in der Form verbleibt, desto dicker wird die Ablagerungsschicht. Sobald die beabsichtigte Wandstärke erreicht ist, wird der überflüssige Schlicker aus der Form geschüttet. Die Gipsformen werden getrocknet und für weitere Gusszyklen verwendet. Mit Erreichen der höchst zulässigen Verschleißtoleranz wird die betreffende Gipsform ausgetauscht.

## Weiterverarbeitung
Die noch feuchten Grünkörper können gegebenenfalls retuschiert oder nachgearbeitet werden. In der Porzellanherstellung folgen darauf die Schritte Glühbrand, Aufbringen der Glasur, Glattbrand und Dekorbrand. Viele Masseartikel werden über Schlickerguss hergestellt. Besonders fragile Einzelteile, wie Finger, Bänder oder Tassenhenkel können mit pastöser Materialmasse angeklebt werden.

## Mathematische Modellierung
Eindimensional kann der Fluss der Flüssigkeit des Schlickers durch die poröse Gipsform beim Schlickerguss-Prozess mit Hilfe des Darcy-Gesetzes beschrieben werden:
{\displaystyle J={\frac {\mathrm {K} _{c}}{\mathrm {\eta } _{L}}}\cdot {\frac {\mathrm {d} p}{\mathrm {d} x}}}
wobei {\displaystyle K} die Permeabilität der Gipsform, {\displaystyle \eta _{L}} die Viskosität des Schlickers und {\displaystyle dp/dx} der Druckgradient im Schlicker ist.
Dabei ergibt sich aus der Anwendung des Darcy-Gesetzes ein parabolischer Verlauf für die entstehende Schichtdicke {\displaystyle L_{c}^{2}} des abgelagerten festen Schlickers (Scherben) mit der Zeit {\displaystyle t}:
{\displaystyle L_{c}^{2}={\frac {\mathrm {2} K_{c}\Delta pt}{\mathrm {\eta } _{L}(V_{c}/V_{s}-1)}}}
{\displaystyle p} die Druckdifferenz über den abgelagerten Schlicker, {\displaystyle V_{c}} die Volumenfraktion des festen Schlickers im Guss und {\displaystyle V_{s}} die Volumenfraktion des Feststoffs im flüssigen Schlicker.

## Verfahren der Keramischen Formgebung
Die Verfahren der Keramischen Formgebung unterscheiden sich hauptsächlich durch die Viskosität (charakterisiert durch die Beimischung von Wasseranteilen) der verwendeten Porzellanmasse bzw. des Schlickers. In der Porzellanherstellung unterscheidet man folgende Grundtypen der Formgebung:
- Pressen (0–15 % Wasseranteil)
- Plastische Formgebung (15–25 % Wasseranteil)
- Gießen (> 25 % Wasseranteil), auch Schlickerguss (Schlicker) in Gipsform ohne Kern
- Hochdruckgießen in poröse Kunststoffform